# Épinay-sur-Orge
Épinay-sur-Orge é uma comuna francesa, localizada a vinte e um quilômetros a sudoeste de Paris, no departamento de Essonne na região da Ilha de França.
Sítio de povoamento pré-histórico e galo-romano na confluência do Orge e do Yvette, possessão da poderosa Abadia de Saint-Germain-des-Prés, do Século VIII ao Século XVI em seguida de parlamentares parisienses, uma vez preservada da urbanização pela propriedade de um quarto de seu território pela família de Carafa, equipada a partir de 1843 e 1889, de uma depois duas estações ferroviárias, a cidade cresceu a partir da década de 1920 em uma sucessão de loteamentos residenciais, dando-lhe a sua fisionomia atual tipicamente suburbana a meio caminho entre a cidade e o campo.
Seus habitantes são chamados de Spinoliens.

## Geografia
A comuna de Épinay-sur-Orge faz fronteira a noroeste e ao norte com a sede do distrito do cantão Longjumeau, fronteira parcialmente marcada pelo Chemin de la Chevauchée e que continua na Planície de Sillery e no Bois des Templiers, a nordeste e a leste se encontra Savigny-sur-Orge, separada pela autoestrada A6, a Rue de Charaintru, a Rue de Grand Vaux e a Rue des Rossays, a sudeste o Orge marca a fronteira com Villemoisson-sur-Orge e ao sul com Sainte-Geneviève-des-Bois, a sudoeste, as ruas Gabriel Péri, Pierre Médéric e de Montlhéry marcam o limite com Villiers-sur-Orge, a oeste, Ballainvilliers é separada pelo Chemin de Ballainvilliers em Villiers e o Chemin de la Grange du Breuil.

## Transportes
O território de Épinay-sur-Orge é atravessado por vários grandes eixos de comunicação, dos quais no extremo norte a Autoroute A6 acessível diretamente pelo trevo rodoviário número 6 com acesso a leste fronteira da comuna com a Estrada departamental 257, ela própria ligada à Estrada departamental 117 que atravessa o território de oeste para leste seguindo o vale do Yvette. A oeste também passa a Estrada departamental 186 que leva à antiga Estrada nacional 20.
O território da comuna de Épinay-sur-Orge tem a particularidade de ser repartido por duas zonas tarifárias Navigo diferentes: a zona 4 para a parte nordeste e a zona 5 para a parte sul. A rota das linhas 114 e 116 da rede de ônibus Paris-Saclay Mobilités que cruzam a cidade a partir da estação atravessa essas duas zonas.
A leste do território passa no vale do Orge a velha linha Paris-Bordéus hoje utilizada pelos trens da linha C do RER e na qual está situada a estação de Épinay-sur-Orge no centro da cidade.
Algumas centenas de metros a jusante, é unida pela linha Grande Ceinture que atravessa o território comunal ao norte no vale do Yvette, utilizada pela mesma rede de transporte e na qual está localizada a estação de Petit Vaux. Esta linha está prevista para ser substituída no horizonte de 2020 pela linha 12 do Tramway d'Île-de-France.

## Toponímia
Spinogilum em 637, Espinolium em 1136, Espinolium subtus Atyes, Spinetum ad Urbiam.
Atestado na forma ''in Spinogilo'' no início do século IX. Albert Dauzat e Charles Rostaing explicam este arquétipo toponímico frequente pelo termo romano "epinay" que significa "lugar plantado com (árvores com) espinhos". Se costumava dizer em francês antigo um espinay, como se dizia um chesnay, um saussay, etc. Para eles, os Épinay (cf. Épinay, Spinetum século XII) da parte norte da França e os Épinoys do Norte (cf. Épinoy, Spinetum 880) todos datam do galo-romano Spinetu, com base nos dois elementos de origem latina spina, espinha e -etu(m) sufixo coletivo usado para designar um conjunto de árvores pertencentes à mesma espécie. Este sufixo explica as terminações -ey, -ay, (às vezes -et e -oy). Tornou-se feminino no francês moderno -aie (Chênaie, Saulaie, etc.).
No entanto, para Ernest Nègre, as diferentes Épinay da Ilha de França e do Centro admitem outra explicação, segundo as suas antigas formas latinizadas. Na verdade, se distingue aí outro final -gelo, -olium, -gilo que se refere com evidência aos nomes em -ueil / -euil (Tipo Verneuil "clareira de amieiros"), resultante do nome gaulês "ialon" significando clareira, clareamento, e em seguida vila. Xavier Delamarre sublinha a recente extensão deste apelativo na Gália que bem poderia ter sido combinado com um elemento de origem latina. No entanto, é provável que não fosse mais compreendido na Idade Média, daí sua substituição por -ay. A comuna foi criada em 1793 com seu nome atual.

## História

### As origens
Traços da ocupação do local na época pré-histórica, incluindo armas e ferramentas em sílex e restos Galo-romanos encontrados atestam uma antiga presença de um grupo de homens na área. A primeira menção do lugar remonta ao século 8 no livro terreiro da abadia de Saint-Germain-des-Prés da qual dependia o senhorio e depois no século IX no políptico de Irminon.

### Possessão eclesiástica

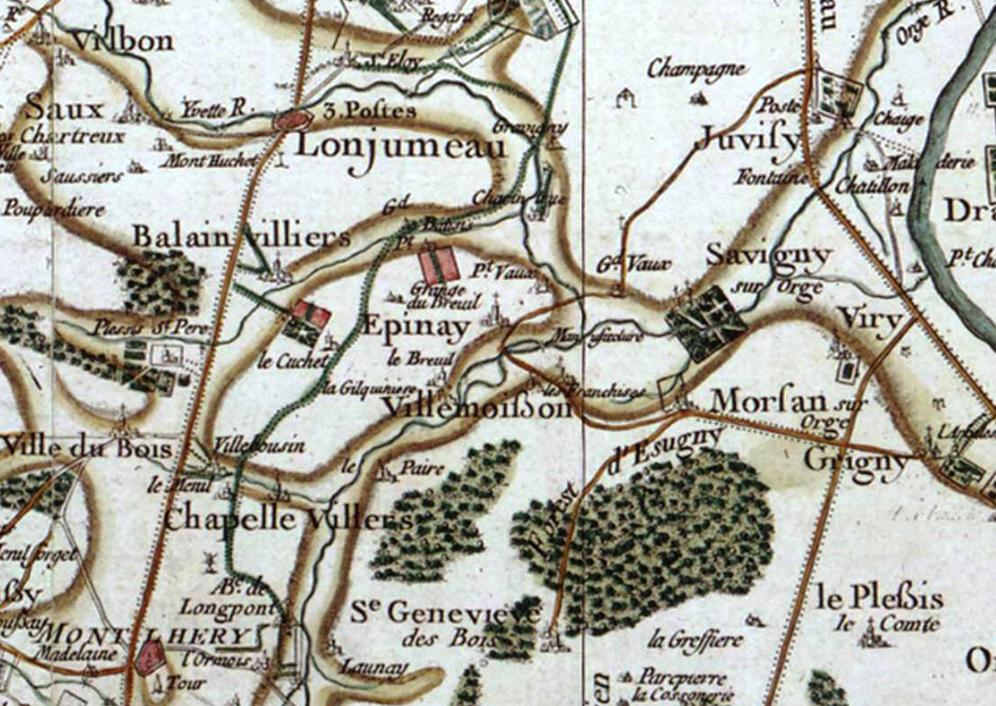
Mapa da região de Épinay no século XVII por Cassini.

No século XII, os senhorios de Épinay e Breuil foram reunidos no domínio da abadia de Saint-Germain e construíram a fazenda homônima, moinho e hotel, mas algumas terras foram cedidas aos senhores locais, como como o domínio de Gilquinière que foi para Guillaume du Terme. A construção da igreja paroquial iniciou-se no século XIII e a decoração foi concluída no século XIV.

### Comuna urbanizada
Em 1792, um salão comunal foi construído perto da igreja para acomodar a prefeitura. A partir de 1800, a urbanização em torno da estrada para Corbeil mudou o centro da cidade para o leste, em 1827 um prédio foi construído para acomodar a prefeitura, a escola e o presbitério.
Em 1843, Épinay foi uma das primeiras comunas a ter em seu território uma estação na linha Paris - Orleans. Em 1866, a Duquesa da Carafa adquiriu o castelo e fechou o parque de cento e dezessete hectares, acentuando o deslocamento do centro da cidade.
Em 1869, foi inaugurado o asilo de Vaucluse. Durante a guerra de 1870, quatro patriotas que haviam pegado em armas contra os prussianos foram fuzilados no território da comuna. Um memorial de guerra os homenageia no cemitério. Em 1889 foi inaugurada a segunda estação da comuna na linha da Grande Ceinture. Entre 1889 e 1905 foram construídas as primeiras escolas.
Em 1923, a propriedade Carafa foi cedida à comuna e o parque loteado, em 1927, a Prefeitura foi transferida para o castelo. Em 1933 foi desenvolvido o loteamento de la Terrasse, em 1938 foi aberta a agência postal.

## Cultura local e patrimônio

### Patrimônio ambiental
A comuna foi contemplada com duas flores no concurso das cidades e aldeias floridas. O parque do domínio de Sillery do século XIX, tem sido registrado pelos monumentos históricos em 4 de dezembro de 2006. No território da comuna, o conselho geral do departamento de Essonne classificou como áreas naturais sensíveis os parques de Sillery e Perray-Vaucluse, as margens do Yvette, bem como a planície agrícola a oeste.
A comuna é atravessada pelas trilhas de grande rota das regiões do Cinturão Verde da Ilha de França. que passa pela estação e segue para o norte ao longo do Yvette, e para o sul, para o vale do Orge. Na entrada da estação de Epinay, uma trilha não marcada, a cerca de 10,20 km, a trilha de Trois Rivières, permite fazer a volta pela comuna, passando por caminhos de terra, ruas preservadas e caminhar ao longo dos três rios que atravessam a comuna. Muitas trilhas passam através do território da comuna.

### Patrimônio arquitetônico

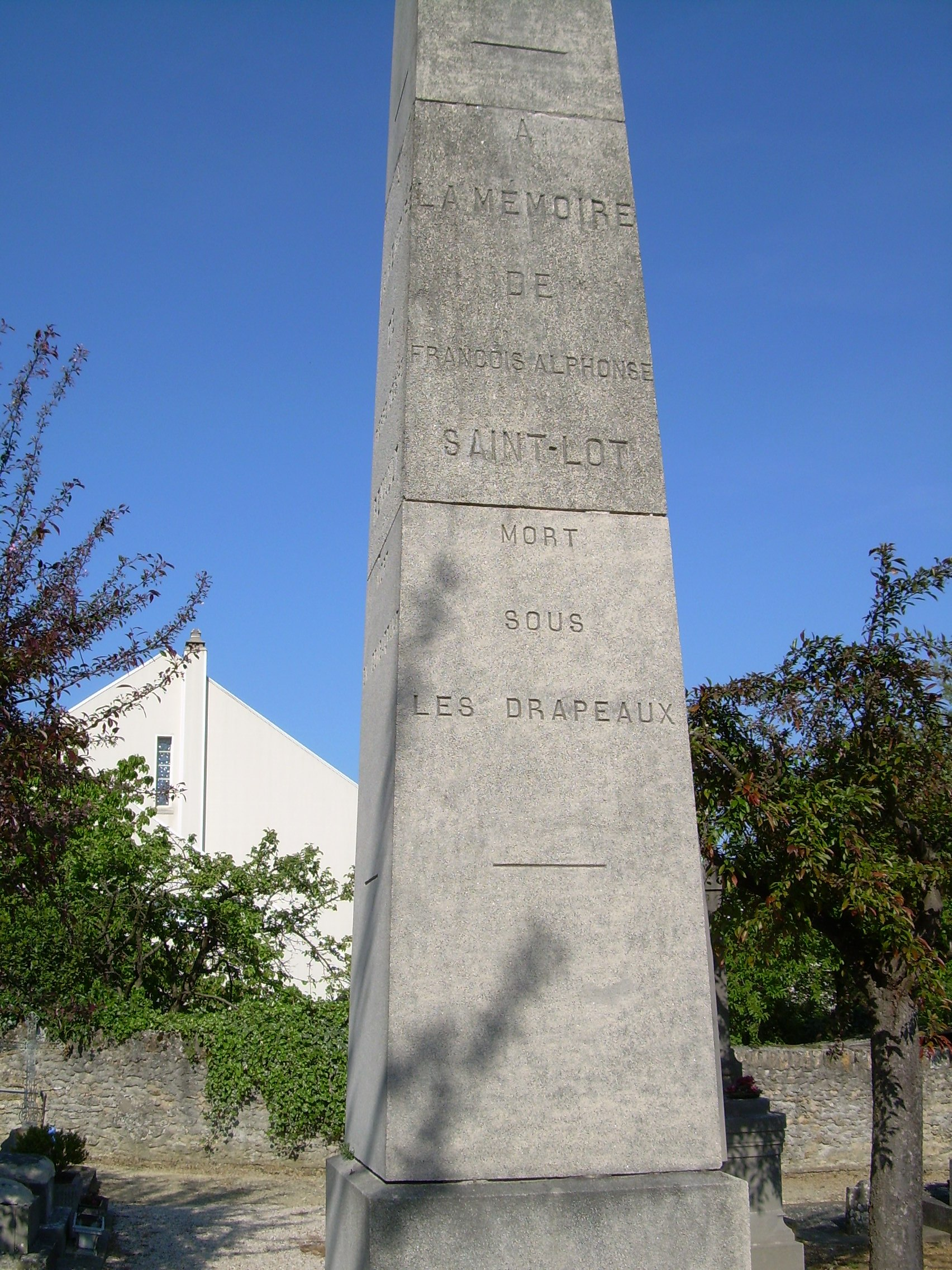
O monumento aos mortos da Guerra de 1870.

Um marco quilométrico do século XVIII foi incluído nos monumentos históricos em 6 de novembro de 1929. A igreja de Saint-Leu-et-Saint-Gilles foi construída entre os séculos XIII e XVIII e aumentou no século XV com a capela dedicada a São Roque e São Sebastião, entre o século XVIII e o século XIX, várias casas burguesas foram construídas pelos parisienses vindos para a estadia, incluindo o château des Tourelles.